# Tōin Saneo
Tōin Saneo (洞院実雄, [1219-1273] Erro: {{japonês}}: texto da transliteração contém caractere não latino (pos 9) (ajuda)) nobre do Período Kamakura da história do Japão. Três de suas filhas se casaram com três Imperadores do Japão: Kameyama,Go-Fukakusa e Fushimi. Além disso foi avo materno de três Imperadores: Go-Uda, Fushimi, Hanazono. Foi o fundador do Ramo Tōin do Clã Fujiwara.

## História
Saneo foi filho do Daijō Daijin Saionji Kintsune. Em 1227 durante o governo do Imperador Go-Horikawa foi nomeado Jijū (Moço de câmara) aos 8 anos de idade. No dia 30 de janeiro de 1229 foi classificado como Jugoi (funcionário da Corte de quinto escalão júnior) e em 18 de abril deste mesmo ano foi transferido para o Konoefu (Quartel da Guarda do Palácio). Benkan (Departamento de Arquivos) do Daijō-kan. Em 23 de janeiro de 1235 no governo do Imperador Shijo assume as funções de Kaga gonsuke (vice-governador da província de Kaga). No dia 28 deste mesmo mês, foi classificado como Jushii (funcionário da Corte de quarto escalão júnior). Em 6 de fevereiro desse ano, de acordo com o Kinjiki, passou a usar roupas escarlates de seu cargo.
No dia 30 de fevereiro de 1236 Saneo foi promovido a chefe do Kurōdodokoro e em 6 de maio classificado como seishii (funcionário da Corte de quarto escalão pleno) e poucos meses depois em 18 de dezembro foi classificado como Jusanmi (funcionário da Corte de terceiro escalão júnior).
No dia 24 de janeiro de 1237 é nomeado Tosa gonnokami (vice-governador da província de Tosa).  E em 25 de dezembro deste ano é nomeado Sangi. Em 7 de março de 1238 assume a supervisão do Emonfu (Guarda da Fronteira) e concomitantemente chefe do Kebiishi (Central de Investigações Policiais). E no dia 28 deste mesmo mes sua classificação passa a ser Shosani (funcionário da Corte de terceiro escalão pleno).
No dia 20 de julho de 1238 é nomeado Chūnagon e em 24 de janeiro de 1239 é transferido para comandar o Kōgōgūshiki (Governança da Imperatriz) para atender a Princesa Rishi (sogra do Imperador Shijo). Em 24 de outubro de 1240 sua classificação foi elevada para Junii (funcionário da Corte de segundo escalão júnior).
Em 7 de março de 1242 no governo do Imperador Go-Saga foi promovido a Dainagon. Em 2 de fevereiro de 1243 sua classificação foi elevada a Shōnii (funcionário da Corte de segundo escalão pleno). Do dia 29 de agosto a 25 de novembro de 1244 se recolheu em luto à morte de seu pai voltando depois as tarefas normais. No dia 26 de novembro de 1257, no governo do Imperador Go-Fukakusa foi nomeado Naidaijin cargo que ocupou até 1 de novembro de 1258 quando foi promovido a Udaijin. No dia 27 de março, de 1261 foi promovido pelo Imperador Kameyama ao Sadaijin. No dia 5 de janeiro de 1262 sua classificação foi promovida para Shōichii (funcionário da Corte de primeiro escalão). Tōin Saneo feio a falecer em 16 de agosto de 1273.
| Precedido por Saionji Kinmoto | 75º Naidaijin (1257 - 1258)                 | Sucedido por Konoe Motohira   |
| Precedido por Saionji Kinsuke | 105º Udaijin (1258 - 1261)                  | Sucedido por Konoe Motohira   |
| Precedido por Saionji Kinsuke | 67º Sadaijin (1261 - 1263)                  | Sucedido por Ichijō Sanetsune |
| Precedido por ninguém         | -- 1º líder do Tōin (Fujiwara) (??? - 1273) | Sucedido por Tōin Kinmori     |